# Pandinus imperator
El escorpión emperador (Pandinus imperator) es una especie del orden Scorpiones que pertenece a la familia Scorpionidae.

## Descripción
Es uno de los escorpiones más grandes del mundo y vive entre 6 y 8 años. Su cuerpo es oscuro, con tonos que van desde el verde y azul oscuro hasta café o negro. Mide aproximadamente 21 cm de largo y pesa 30 g. Sin embargo, algunas especies de escorpiones forestales similares como el Heterometrus swammerdami tienen el récord de ser el escorpión más grande del mundo con 23 cm y se confunden a menudo. Fue descrito por primera vez por el entomólogo alemán Carl Ludwig Koch en 1841.

## Conservación y el impacto humano
El escorpión emperador es una especie muy popular en el comercio de mascotas, lo cual lo ha llevado a tal nivel de captura en la naturaleza que la especie se encuentra actualmente incluida en el apéndice segundo del CITES.

## Alimentación y hábitat
Habitan en desiertos y selvas tropicales de África  Occidental. Se entierran debajo del suelo o se esconden bajo rocas o escombros. Su alimentación se compone principalmente de diversos invertebrados como cucarachas, arañas, escarabajos, grillos, saltamontes y en ocasiones pequeños ratones y lagartijas. Las presas son desmenuzadas con los quelíceros en totalidad para que el escorpión pueda absorber la papilla resultante. El proceso de alimentación suele requerir varias horas.

## Picadura
La picadura del escorpión emperador se puede clasificar como leve, similar a la de las abejas. En la mayoría de los casos las personas no se ven afectadas por la picadura del escorpión emperador, pero puede afectar a personas alérgicas o con enfermedades presentes.